# Cubillas de Santa Marta
Cubillas de Santa Marta ist ein nordspanischer Ort und eine Gemeinde (municipio) mit 404 Einwohnern (Stand: 2024) in der Provinz Valladolid in der Autonomen Region Kastilien-León; sie gehört zum Weinbaugebiet „Cigales D. O.“. 

## Lage
Der Ort Cubillas de Santa Marta liegt nahe der Autovía A-62 in einer Höhe von ca. 760 m. Die Entfernung zur südlich gelegenen Provinzhauptstadt Valladolid beträgt gut 28 km (Fahrtstrecke). Das Klima im Winter ist rau, im Sommer dagegen trocken und warm; der eher spärliche Regen (ca. 435 mm/Jahr) fällt überwiegend im Winterhalbjahr.

## Bevölkerungsentwicklung
| Jahr      | 1857 | 1900 | 1950 | 2000 | 2017 |
| Einwohner | 660  | 528  | 639  | 281  | 295  |

Wegen der Mechanisierung der Landwirtschaft und der Aufgabe bäuerlicher Kleinbetriebe wanderten viele Arbeitskräfte und deren Familien in der zweiten Hälfte des 20. Jahrhunderts in die größeren Städte ab (Landflucht); wegen der relativen Nähe zur Großstadt Valladolid ist die Bevölkerung jedoch seit den 1990er Jahren weitgehend stabil.

## Wirtschaft
Das Umland von Cubillas de Santa Marta war und ist in hohem Maße landwirtschaftlich geprägt, wobei die Viehzucht traditionell eine weniger wichtige Rolle spielte; der Ort bot die notwendigen regionalen Dienstleistungen in den Bereichen Handwerk und Handel. Im 19. Jahrhundert wurde der Canal de Castilla durch das Gemeindegebiet geführt. Cubillas de Santa Marta ist Teil des kleinen Weinbaugebiets „Cigales“; der Tourismus spielt nur eine untergeordnete Rolle.

## Geschichte
Um 500 v. Chr. war die Gegend von der keltischen Volksgruppe der Vaccäer besiedelt. Im 2. Jahrhundert v. Chr. brachten die Römer weite Teile der Iberischen Halbinsel unter ihre Kontrolle; sie brachten überdies die Kunst des Weinbaus mit. Im 5. Jahrhundert n. Chr. kamen die Vandalen, die jedoch von den Westgoten nach Nordafrika abgedrängt wurden. Im 8. Jahrhundert drangen arabisch-maurische Heere bis weit in den Norden vor, konnten jedoch einige Gebiete (Baskenland, Kantabrien, Asturien) nicht erobern. Bereits im 10. und 11. Jahrhundert wurden sie von christlichen Heeren nach Süden abgedrängt (reconquista), wobei das Tal des Duero lange Zeit die jeweiligen Einflusssphären voneinander abgrenzte. Im 13. Jahrhundert entstand die örtliche Kirche.

## Sehenswürdigkeiten

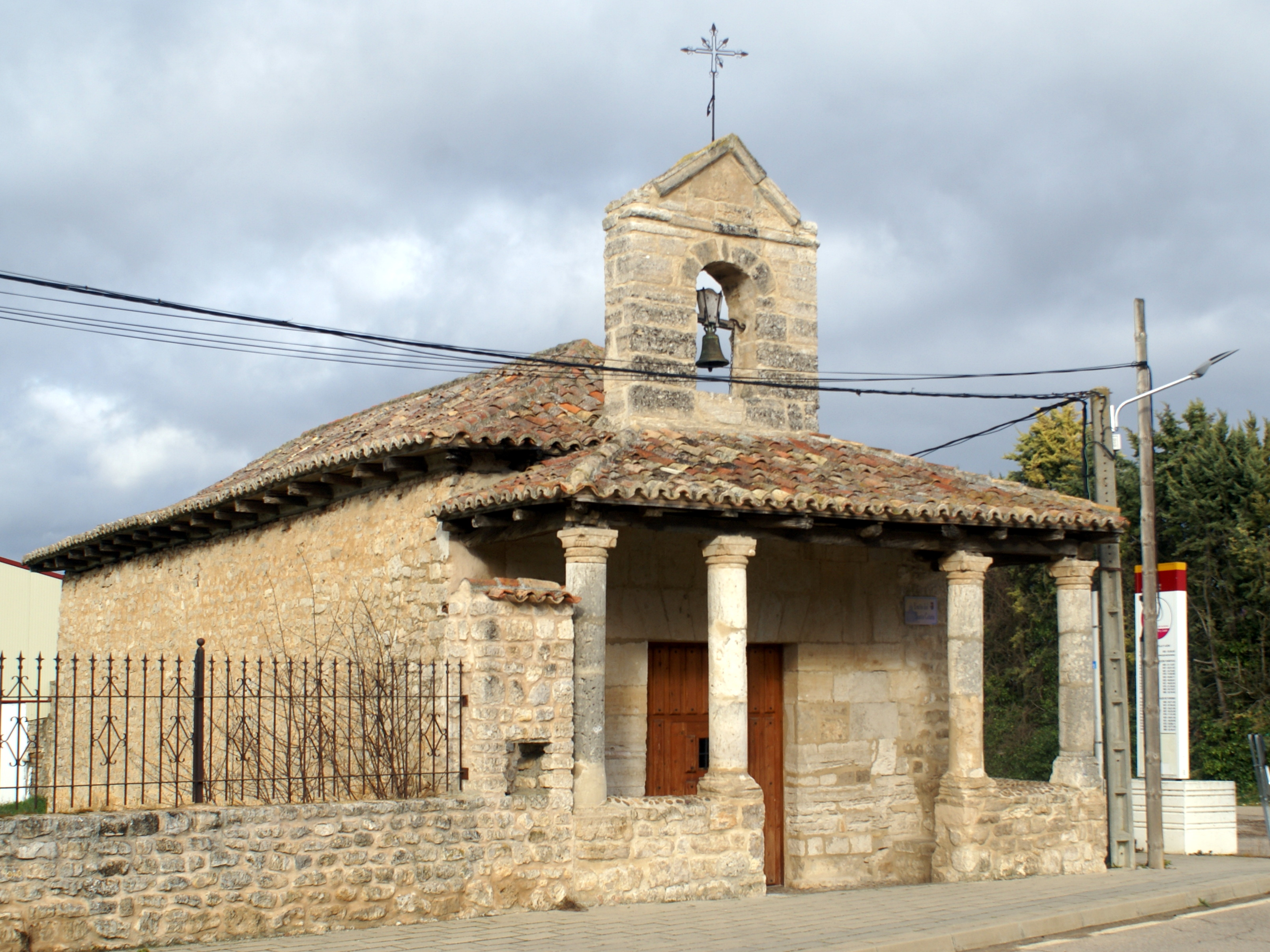
Ermita del Santo Cristo

- Die Iglesia de Santa Marta ist der hl. Martha von Bethanien geweiht; der einschiffige aber immerhin kreuzförmige Bau ist mit einem im Scheitel angespitzten Tonnengewölbe („Spitztonne“) bedeckt. Dieses sowie die insgesamt exakte Steinbearbeitung bei ansonsten extremer Schmucklosigkeit rücken den Kirchenbau in die Nähe der Architektur des Zisterzienserordens. Ein farbenfrohes barockes Altarretabel nimmt die gesamte Raumhöhe und -breite der flachschließenden Apsis ein. Im Jahr 2004 erhielt die Kirche eine über die Region hinaus bekannte Orgel.
- Die größtenteils aus Bruchsteinen erbaute Ermita del Santo Cristo stammt wohl aus dem 16./17. Jahrhundert. Nur die von einer säulengestützten kleinen Vorhalle (portico) geschützte Fassade und der kleine Glockengiebel (espandaña) sind aus Hausteinen gefertigt.
- Am Ortsrand finden sich einige Felsenkeller (bodegas).
- Ebenfalls am Ortsrand befindet sich eine Quelle (fuente) mit angeschlossenem Waschplatz (lavadero).